# Hildegun
Hildegun (norska: Hildegunn, fornvästnordiska: Hildigunnr) är ett nordiskt namn med fornnordiskt ursprung. Båda namnleden, hildr och gunnr,  betyder ”strid”. 
Den 31 december 2014 fanns det totalt 141 kvinnor folkbokförda i Sverige med namnet Hildegun, varav 37 bar det som tilltalsnamn.
Namnsdag: saknas

## Fiktiva
- Hildegun är en kvinna i Njals saga som yrkar på hämnd för sin döde man och som därmed får Njal Torgeirsson innebränd.[2]

- Hildegun är i Viktor Rydbergs Fädernas gudasaga en ljusdis, hustru till Ivalde och mor till Idun, Auda och Siv. Hennes far är Nökkve[a] och hon är syster till Nanna;[4] en tolkning av fornnordisk mytologi som helt saknar vetenskapligt stöd och som nog Rydberg hittat på.